# Pangonius sobradieli
Pangonius sobradieli är en tvåvingeart som först beskrevs av Seguy 1934.  Pangonius sobradieli ingår i släktet Pangonius och familjen bromsar.
Artens utbredningsområde är Spanien. Inga underarter finns listade i Catalogue of Life.